# Марк Юний Силан (консул 46 г.)
Вижте пояснителната страница за други личности с името Марк Юний Силан.
Марк Юний Силан Торкват (на латински: Marcus Junius Silanus Torquatus; * 14; † 54, Ахая) е политик и сенатор на Римската империя през 1 век. Праправнук е на император Август.

## Биография
Марк Силан принадлежи към клон Юний Силан на фамилията Юнии. Син е на Марк Юний Силан Торкват (консул 19 г.) и Емилия Лепида, правнучка на Август. Брат е на Децим Юний Силан Торкват (консул 53 г.), Луций Юний Силан (претор 48 г. и годеник на Октавия), Юния Калвина и вероятно и на Юния Силана и Юния Лепида.
За това, че нищо не правел, Калигула го наричал „златната овца“.
От 40 г. Марк Юний Силан е в колегията на арвалските братя. По времето на Клавдий през цялата 46 г. е консул заедно с Децим Валерий Азиатик (януари-февруари), след това със суфектконсулите Камерин Антисций Вет (1 – 14 март), Квинт Сулпиций Камерин (15 март-юни), Децим Лелий Балб (1 юли−август/септември) и накрая с Гай Терентий Тулий Гемин (септември/октомври−декември).
През 54 г. Юний Силан е проконсул на провинция Азия. Същата година по нареждане на Агрипина Младша той е отровен от Публий Целер(ий) и Хелий.
Юний има един син Луций Юний Силан Торкват (* 40 г.; † 65 г.), който расте при леля си Юния Лепида и нейния съпруг Гай Касий Лонгин и убит по нареждане на Нерон.